# Centième singe

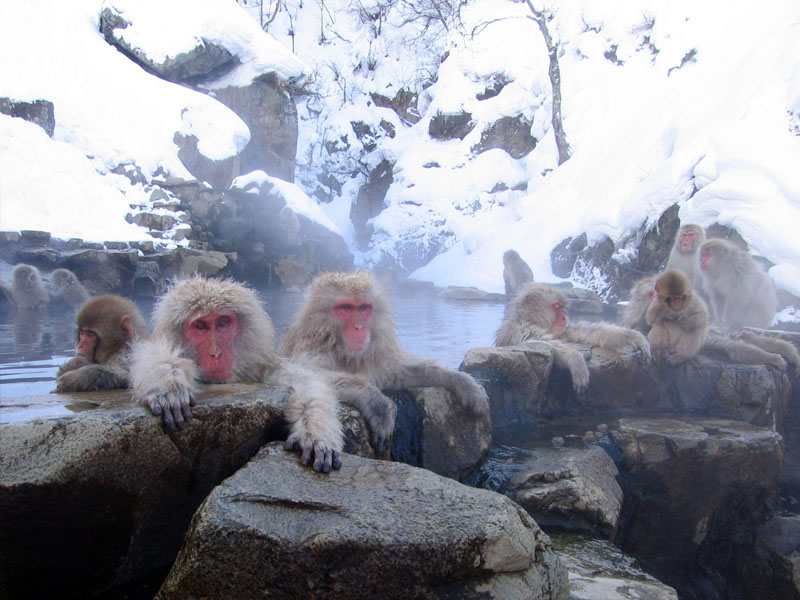
Macaques japonais

Le centième singe est une théorie contemporaine selon laquelle une technique se serait répandue depuis un petit groupe de singes à toute la population des singes de la même espèce, sans aucun apprentissage, après que les 99 premiers singes ont acquis cette technique par un processus d'apprentissage par imitation.
En parapsychologie, l'expression se rapporte à une propagation d’une idée dans un contexte social, d’un savoir ou d’une capacité au sein d'une population humaine (comme dans le concept de résonance morphique de Rupert Sheldrake) sans qu’il y ait de transmission visible et une fois qu’un nombre clé de personnes aurait acquis ce savoir ou cette capacité.

## Origine de la théorie

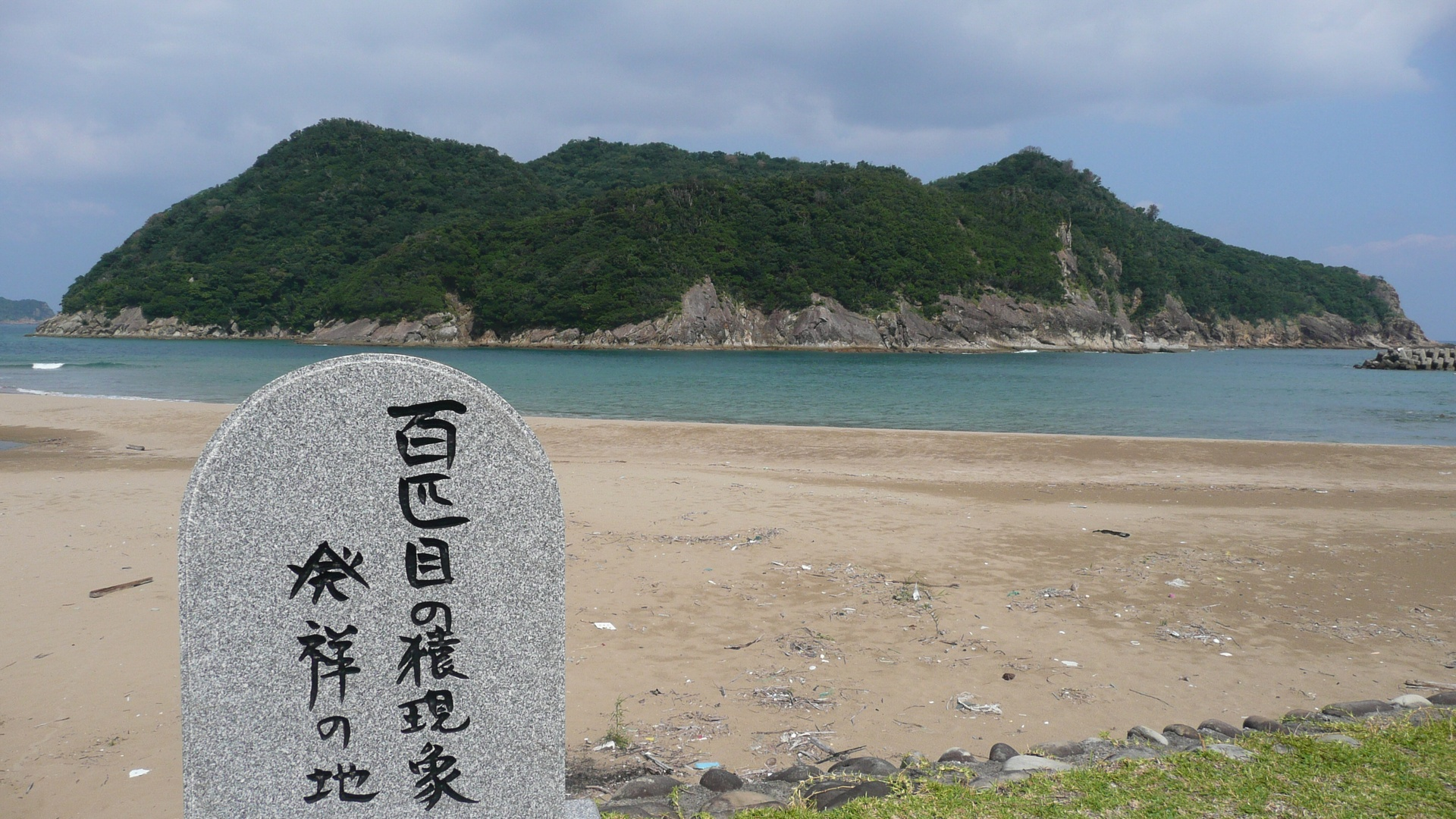
Photographie de l'îlot de Kō-jima en 2008.

Lyall Watson, dans son livre Lifetide, rapporte le constat de scientifiques japonais ayant étudié des macaques (Macaca fuscata) sur l’îlot de Kō-jima (ou Kōshima) au sud de Kyushu de 1952 à 1965. Une femelle appelée Imo, avait pris l'habitude de tremper les patates douces dans l'eau d'une main et de retirer le sable qui les couvrait de l'autre avant de les éplucher et les manger. En quelques années, les scientifiques ont observé que ce nouveau comportement s'était répandu à tous les jeunes singes de l’île par mimétisme.
À partir de ce constat, Watson initie cette nouvelle thèse de la « masse critique » en constatant que ce comportement se serait répandu aux singes de toutes les îles avoisinantes sans qu’il y ait la moindre transmission visible et cela au moment où un nombre clé aurait été atteint, le fameux centième singe, à partir duquel l’espèce entière aurait acquis automatiquement un nouveau savoir.
« Disons, pour les besoins de l'argumentation, que le nombre de laveurs de patates soit 99 et qu'à 11 heures du matin, le mardi, un centième converti s'ajoute aux autres. Mais l'addition de ce centième singe amène le nombre au niveau d'une sorte de « seuil », de masse critique, car, le soir toute la population de la colonie procédait de la même manière avec les patates. Non seulement cela, mais le procédé semblait avoir franchi les barrières naturelles et s'être manifesté spontanément, comme le font les cristaux de glycérine dans des récipients scellés d'un laboratoire, jusque dans les colonies d'autres îles et sur les terres dans un groupe de Takasakiyama ».
L’histoire a été popularisée en 1984 par Ken Keyes Jr. (en) dans son livre Le Centième Singe où il applique le concept à l'ensemble de la société humaine. Depuis, cette histoire est apparue dans de nombreux ouvrages.

## L’expérimentation examinée
En 1985, Elaine Myers examina la recherche en question dans le journal In Context. Elle y affirme que la recherche en référence (par le centre des singes japonais, vol. 2, 5 et 6 paru dans Primates) n’est pas suffisante pour étayer les affirmations de Watson. Elle y trouve bien la propagation naturelle d’un nouvel apprentissage mais n’y voit pas le supposé phénomène du centième singe en particulier dans sa diffusion aux autres îles.

## Critiques
L'histoire est devenue populaire dans le courant New Age et fait office d'anecdote favorite dans diverses conférences de ce type.
Les mouvements sceptiques ont critiqué l’interprétation de la recherche, en soulignant en particulier que la transmission du savoir ne se serait faite qu’aux jeunes singes et cela au fil de plusieurs années et qu’un des singes au moins aurait pu nager jusqu’à une autre île et transmettre cette méthode de lavage des patates douces. Selon Les Sceptiques du Québec, l'histoire narrée par Lyall Watson dans Lifetide est fausse, la partie sur la transmission mystérieuse aux îles environnantes serait un mensonge de l'auteur.
En 1985, le professeur en philosophie des sciences et pseudosciences de l'Université d'Hawaï Ron Amundson publie dans le Skeptical Inquirer une contre-analyse de l'étude de Lyall Watson. En reprenant les données collectées, il étaye que le nombre 100 semble plus être un choix symbolique qu'une réalité mesurée. Il affirme également que les données ne permettent pas de valider qu'une transformation instantanée et généralisée s'opère à partir du moment où le 100e sujet est affecté par le comportement de la minorité visible.
Le primatologue japonais Masao Kawai a également repris les recherches de Lyall Watson et a observé pour sa part que dans un cas la pratique s'était repandue sur une autre île après qu'un singe initié à cette pratique avait nagé vers une île environnante et s'y était installé ; dans d'autres cas, cette technique était apparue spontanément mais ne s'était pas généralisée au sein de la population comme à Kō-jima.